# Мокуа-Вел
Мокуа-Вел — небольшое подземное озеро на острове Науру, в южной части округа Ярен. Расположено недалеко от аэропорта Науру. Площадь — 0,002 км², средняя глубина 2,5 м, максимальная — около 5 м. Является одной из туристических достопримечательностей в стране. Связано с системой пещер Мокуа.
Озеро расположено в подземной полости, образованной в породах центрального плато острова с высоким содержанием известняка. В пещере встречаются сталактиты. Озеро пресное, образовано грунтовыми водами. В 700 метрах севернее озера Мокуа-Вел расположено озеро Буада
Во время Второй Мировой войны озеро являлось главным источником пресной воды для местных жителей, поэтому часто упоминается как колодец.
В 2001 году, после того, как в пещере разбился человек в состоянии алкогольного опьянения, озеро было решено оградить для предотвращения несчастных случаев.